# Tordeuse du bleuet
Aroga trialbamaculella
Espèce
Synonymes
- Gelechia Trialbamaculella

La Tordeuse du bleuet (Aroga trialbamaculella) est une espèce de lépidoptères, de la famille des Gelechiidae, dont les chenilles sont des ravageurs des champs de bleuets au Canada, où elles peuvent faire d'importants dégâts. Elle se rencontre en Amérique du Nord.

## Description
La Tordeuse du bleuet a une envergure inférieure à 1,5 cm. L'imago vole sur une génération de la mi-mai à août suivant les régions, la chenille étant la forme hivernale. Elle est très allongée, a les ailes brun foncé ou noires avec la tête blanche et des taches blanches sur les ailes antérieures et les pattes. Elle est difficile à détecter.
La chenille brun rougeâtre fait un centimètre de long.
Elle vit sur les bleuets dont elle enroule les feuilles avec des fils de soie avant de les consommer.

## Galerie

La Tordeuse du bleuet (Aroga trialbamaculella)
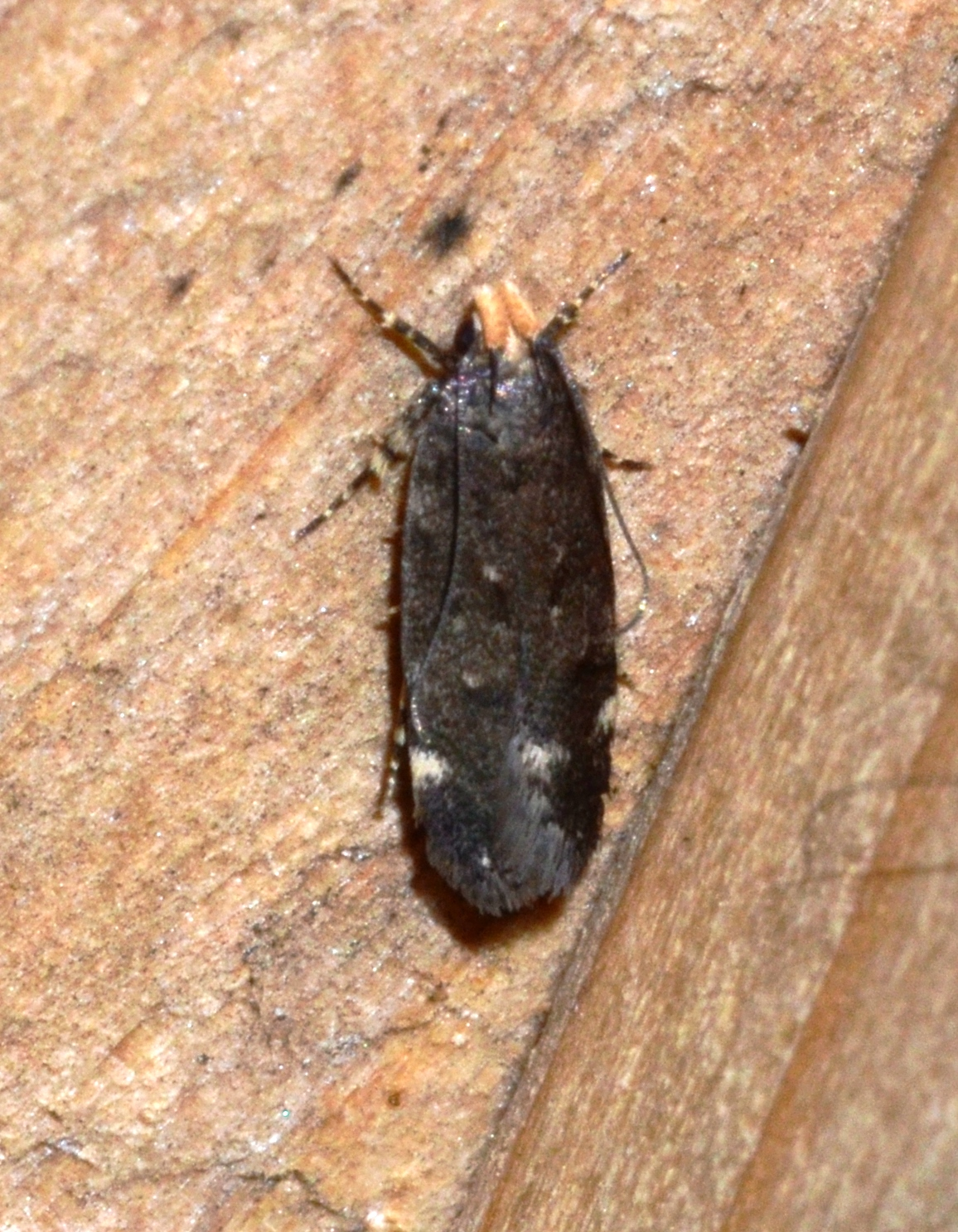
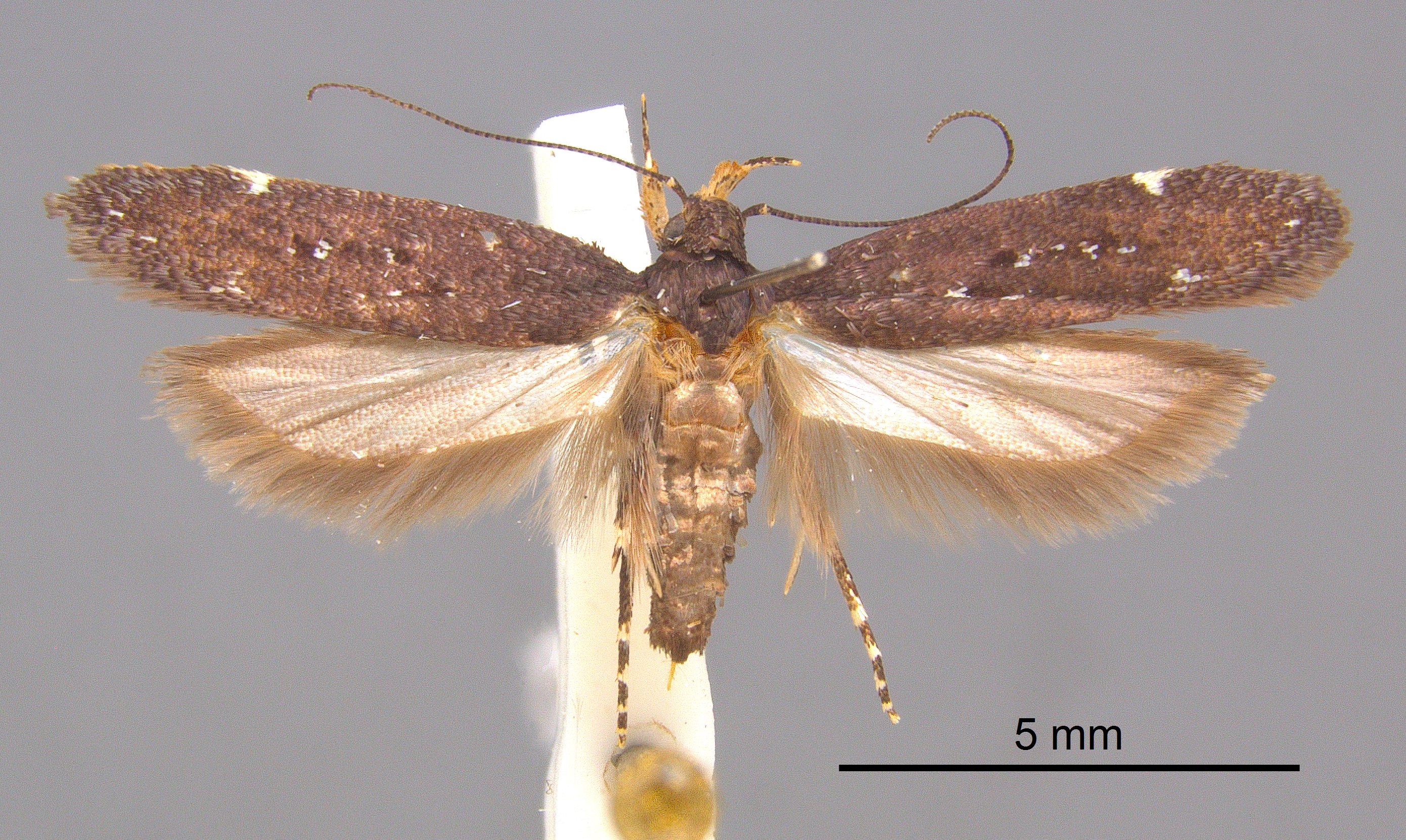